# Susana Richa
Susana Richa viuda de Torrijos (nacida en Camagüey, Cuba; 22 de octubre de 1924) es una educadora, ensayista y política panameña. 
Nació en la ciudad cubana de Camagüey, de madre panameña y padre libanés; se trasladó con su familia a Panamá a la edad de cinco años. Realizó sus estudios en la Escuela Normal Juan Demóstenes Arosemena donde obtuvo el título de maestra, posteriormente titulada como licenciada en filosofía y profesora de español por la Universidad de Panamá y como Doctora en Filología en la Universidad Complutense de Madrid.
Como educadora fue profesora de español en la Escuela Normal Juan Demóstenes Arosemena, en el Liceo de Señoritas, en la Universidad Santa María la Antigua y la Universidad de Panamá. Ha fungido como directora del Departamento de Español y decana de la Facultad de Filosofía, Letras y Educación, miembro del Consejo Editorial, miembro del Consejo Directivo, vicerrectora académica y rectora encargada de la Universidad de Panamá.
En el ámbito de la educación pública, fue Supervisora Nacional de Español, Subdirectora y Directora Nacional de Enseñanza Secundaria, Directora Nacional de Enseñanza, Viceministra de Educación y Ministra de Educación de Panamá entre 1981 y 1984. Como ensayista ha publicado dos obras: Compendio de literatura hispanoamericana y panameña y La educación panameña, situación, problemas y soluciones.
Como política, durante el gobierno de Ernesto Pérez Balladares fue designada como gobernadora de la provincia de Panamá desde 1994 hasta 1998, cuando renunció para luego ser electa legisladora de la Asamblea Nacional en 1999 y reelecta en 2004, por parte del Partido Revolucionario Democrático. Fue vicepresidenta de la Asamblea Nacional en dos ocasiones: 2001-2002 y 2006-2007.
Estuvo casada con Hugo Torrijos (legislador y hermano del general Omar Torrijos Herrera), enviudando en la década de 1990 y tuvo como hijo al político Hugo Torrijos Richa, fallecido en 2010. Además es tía del expresidente Martín Torrijos.